# Мшено
Мше́но (чеш. Mšeno) — небольшой город в Среднечешском крае, в 59 км по прямой линии к северо-востоку от Праги. Около 1 400 жителей.

## Достопримечательности
- Костёл св. Мартина
- Скульптурные изображения Девы Марии, св. Павла и Себастьяна на Ригоровой площади
- Ратуша на площади Мира
- Городские бани